# エクストリームダイナソーズ
エクストリームダイナソーズ（EXTREME DINOSAURS） は、1997年にアメリカとカナダの製作会社DICが製作したテレビアニメであり、アメリカにて1997年9月1日から1997年12月24日までの間に、全52話が放送された。 
本作は『ストリートシャークス』に登場したダィノ・ベンジャーズ（Dino Vengers）を題材としたスピンオフ作品であり、マテルが1996年に販売した玩具を原作とする。北米では、ボーボット・エンターテインメントは、1997年に1シーズン放送されたBKN Kids Networkブロックの一部として、番組販売でエクストリームダイナソーズを実行した。
本作は、『ティーンエイジ・ミュータント・ニンジャ・タートルズ』および『ジュラシック・パーク』との類似性が指摘されている。
日本ではテレビ放送及びソフト化はされていない。 

## あらすじ
次元間犯罪者であるアルゴール・ザルドクは中生代へタイムスリップし、その時代の動物を捕らえて改造し、しもべにしようとしていた。ザルドクはティラノサウルスのTボーン、トリケラトプスのスパイク、ステゴサウルスのステグス、そしてプテラノドンのブルズアイを生み出した。彼らはザルドクに反抗し、エクストリームダイナソーズと名乗ってエイリアン犯罪者、イーヴルラプターズとして知られている戦士たちや地球温暖化と戦う。

## サブタイトル
| 話数 | サブタイトル（原題）                   | 作家                                | 放送日 （北米） | 製造コード |
| ---- | -------------------------------------- | ----------------------------------- | --------------- | ---------- |
| 1    | Out of Time                            | ロバート・アスキン リード・シェリー | 1997年9月1日    | 277-101    |
| 2    | Fossil Fooled                          |                                     | 1997年9月2日    | 277-102    |
| 3    | Ick-thysaurus Vacation                 |                                     | 1997年9月3日    | 277-103    |
| 4    | Inevitable Eggztinction                |                                     | 1997年9月4日    | 277-104    |
| 5    | Raptoroid                              |                                     | 1997年9月5日    | 277-107    |
| 6    | Bullzeye Surfs the Web                 |                                     | 1997年9月8日    | 277-109    |
| 7    | Saurian Sniffles                       |                                     | 1997年9月9日    | 277-106    |
| 8    | Jurassic Art                           |                                     | 1997年9月10日   | 277-118    |
| 9    | Mission Implausible                    |                                     | 1997年9月11日   | 277-108    |
| 10   | Cyber-Raptors                          |                                     | 1997年9月12日   | 277-113    |
| 11   | Loch Ness Mess                         |                                     | 1997年9月15日   | 277-110    |
| 12   | Dialing for Dinosaurs                  |                                     | 1997年9月16日   | 277-112    |
| 13   | There's No Place Like Dome             |                                     | 1997年9月17日   | 277-119    |
| 14   | Raptorian Crude                        |                                     | 1997年9月18日   | 277-115    |
| 15   | The Rulebook of Love                   |                                     | 1997年9月19日   | 277-120    |
| 16   | Monstersaurus Truckado                 |                                     | 1997年9月22日   | 277-105    |
| 17   | The Incredible Shrinking Dinosaurs     |                                     | 1997年9月23日   | 277-116    |
| 18   | Lunar Toons                            |                                     | 1997年9月24日   | 277-114    |
| 19   | Have a Nice Daynosaur                  |                                     | 1997年9月25日   | 277-121    |
| 20   | Bones of Contention                    |                                     | 1997年9月26日   | 277-123    |
| 21   | The Bad Seed                           |                                     | 1997年9月29日   | 277-124    |
| 22   | Earth Vs. The Flying Raptors           |                                     | 1997年9月30日   | 277-127    |
| 23   | Rebel Without a Clue                   |                                     | 1997年10月1日   | 277-111    |
| 24   | Day of the Condorsaurus                |                                     | 1997年10月2日   | 277-130    |
| 25   | The Dinosaur Prophecy                  |                                     | 1997年10月3日   | 277-122    |
| 26   | The Raptor Who Would Be King           |                                     | 1997年10月6日   | 277-128    |
| 27   | The Return of Argor                    |                                     | 1997年10月7日   | 277-125    |
| 28   | Jealousaurus on Ice                    |                                     | 1997年10月8日   | 277-129    |
| 29   | Shrink Rap                             |                                     | 1997年10月9日   | 277-117    |
| 30   | Night of the Living Pumpkins           |                                     | 1997年10月10日  | 277-131    |
| 31   | A Few Good Dinosaurs                   |                                     | 1997年10月13日  | 277-133    |
| 32   | Captain Pork                           |                                     | 1997年10月14日  | 277-134    |
| 33   | Lights, Cameras, Raptors               |                                     | 1997年10月15日  | 277-132    |
| 34   | Enter the Dinosaur                     |                                     | 1997年10月16日  | 277-136    |
| 35   | The Weresaur                           |                                     | 1997年10月17日  | 277-137    |
| 36   | Jinxed                                 |                                     | 1997年10月20日  | 277-135    |
| 37   | Tiptoe Through the Tulips              |                                     | 1997年10月21日  | 277-138    |
| 38   | Cliff Notes                            |                                     | 1997年10月22日  | 277-142    |
| 39   | Colosso-Dome                           |                                     | 1997年10月27日  | 277-139    |
| 40   | Dinosaur Warriors                      |                                     | 1997年10月28日  | 277-140    |
| 41   | Surfasaur's Up                         |                                     | 1997年10月29日  | 277-147    |
| 42   | Agent Double-'O' Dinosaur              |                                     | 1997年11月10日  | 277-144    |
| 43   | Salsafied                              |                                     | 1997年11月11日  | 277-148    |
| 44   | T-Foot                                 |                                     | 1997年11月17日  | 277-145    |
| 45   | Zogwalla-con                           |                                     | 1997年11月18日  | 277-146    |
| 46   | Safari-Saurus                          |                                     | 1997年11月24日  | 277-141    |
| 47   | Sir Gus and the Dragon                 |                                     | 1997年11月25日  | 277-150    |
| 48   | The Extreme Files                      |                                     | 1997年12月1日   | 277-149    |
| 49   | A Bone to Pick                         |                                     | 1997年12月2日   | 277-152    |
| 50   | The Mysterious Island of Dr. Monstromo |                                     | 1997年12月8日   | 277-143    |
| 51   | Medusasaur                             |                                     | 1997年12月9日   | 277-151    |
| 52   | Holiday on Ice                         |                                     | 1997年12月24日  | 277-126    |

## 登場人物

### エクストリームダイナソーズ
Tボーン
声 - スコット・マクニール
ザルドクに改造された黄色いティラノサウルス。エクストリームダイナソーズのリーダー。ソーリアンストンプという踏みつけ攻撃を得意とする。
スパイク
声 - クス・マンクマ
ザルドクに改造された青いトリケラトプス。もともと右の目の上の角が折れている。格闘技の達人。他のメンバーはブーツを履いているが、彼だけいつも裸足である。
ステグス
声 - サムエル・ビンセント
ザルドクに改造された緑色のステゴサウルス。チームでは一番の頭脳派でメカに強い。体を回転させて全身をチェーンソーのようにして攻撃する。
ブルズアイ
声 - ジェイソン・グレイ＝スタンフォード
ザルドクに改造された赤いプテラノドン。翼とは別に胴体から腕が生えている。チームで唯一自力で飛ぶことができ、そのためひとりだけビークルに乗らずに移動する。超音波攻撃を得意とする。
ハードロック
声 - ブルー・マンクマ
ヒト型恐竜が暮らしている並行世界から来た、黄褐色のヒューマノイド・アンキロサウルス。ラプターズからエクストリームダイナソーズを救った後、新たにチームに加わった。平和主義者。

### ラプターズ
エクストリームダイナソーズに反抗されたザルドクが代わりにラプトルから作った三人組の戦士。
バッドラップ
声 - ゲイリー・チョーク
ラプターズのリーダー。オレンジ色の皮膚に黄色い縞模様がある。口にトラバサミに似た器具をつけている。あらゆる固体を溶かす酸を発射する水鉄砲を持っている。現代の環境を中生代に似せるために地球を温暖化させることを目的としている。
ハックス
声 - リー・トッカー
焦げ茶色のラプター。両手首の背面側から金属製のブレードが飛び出す物が埋め込まれていて、尾の先がドリルに改造されている。全メインキャラクター中で最も高い身体能力をもつが、知能が低い。いつもピンク色のパンツを履いている。
スピッター
声 - テリー・クラッセン
紫色のラプター。全メインキャラクター中で最も知能が高いが、力が弱い。衣服を着用せず、口や手から伸びるノズルに繋がった液体入りのタンクをいつも背負っている。首の背側にサメの背びれのような突起がある。

### クアドレイニアン
青い皮膚をしたヒト型エイリアン。
アルゴール・ザルドク
声 - テリー・クラッセン
中生代の地球に到着し、ハードロック以外のメインキャラクターを普通の動物から兵士に改造した指名手配犯。バッドラップに「最高に強力な武器」を与え、第五大絶滅を引き起こした。
チェドラ・ボドザック
声 - スティービー・ヴァランス
白亜紀末にエクストリームダイナソーズと共に地球に取り残された婦警。エクストリームダイナソーズの指導者。

## ホームビデオ
北米では、エピソード「Out of Time」、「Fossil Fooled」、「Ick-thysaurus Vacation」、「Inevitable Eggztinction」、「Raptoroid」、「Bullzeye Surfs the Web」が4つの異なるVHSテープでリリースされた。
完全なシリーズは、オーストラリアのフォース・エンターテインメントから4巻以上のDVDでリリースされた。 各DVDボリュームには、1つのオープニングとクロージングのシーケンスが含まれ、13のエピソードが制作順に含まれている。
ピダックス・フィルムは、2018年4月6日に、ドイツでDVDの最初の13エピソードを英語とドイツ語の音声でリリースした。

## トイライン
「エクストリームダイナソーズ」は、1996年にマテルによって作成された一連のおもちゃった。その後、1997年に同じ名前のテレビシリーズを生み出る。 もともと「ディノベンジャーズ」と呼ばれていたこれらのおもちゃは、恐竜に変わる大学生のグループに関するものだ（おもちゃのプロットはテレビシリーズのプロットとは大きく異なる）。 主なおもちゃは「Tボーン」「ブルズアイ」「スパイク」「ステッグス」「ハードロック」。 おもちゃのラインの敵は「バッドラップ」、「ハックス」、「スピッター」だ。 その後、おもちゃは「恐竜ビジョン」のおもちゃに拡大し、恐竜のキャラクターを通して見ることができる（まるで恐竜であるかのように）。 ウォーペイントとおもちゃの色の変更もある。 このおもちゃは、『ストリートシャークス』のスピンオフでもある。これもマテルによる別のおもちゃのラインで、後にテレビシリーズにもなれる。